# Saint-Lormel

Saint-Lormel este o comună în departamentul  Côtes-d'Armor, Franța. În 1 ianuarie 2022 avea o populație de 883 de locuitori.